# Platynectes nanlingensis
Platynectes nanlingensis là một loài bọ cánh cứng trong họ Bọ nước. Loài này được Stastný miêu tả khoa học năm 2003.